# Pavão Mysteriozo
Pavão Mysteriozo é uma canção composta pelo cantor e compositor Ednardo. Teve grande projeção após sua utilização como tema da telenovela Saramandaia (1976), havendo hoje mais de 20 regravações. A canção é inspirada no  folheto de cordel intitulado "O Romance do Pavão Misterioso" de José Camelo de Melo Rezende. Sua letra contém críticas veladas ao governo militar.